# 14827 Hypnos
14827 Hypnos este o planetă minoră (asteroid potențial periculos[*]), cu un diametru de 0,9 km, din Asteroid Apollo. A fost descoperită pe 5 mai 1986 la Observatorul Palomar de Carolyn S. Shoemaker și a fost numită după Hypnos. 
Obiectul prezintă o orbită caracterizată de o semiaxă mare de 2,840473 UAi, o excentricitate de 0,6648, o înclinație de 1,981 ° în raport cu ecliptica.